# 김류아
김류아(1995년 9월 9일 ~ )는 대한민국의 레이싱 모델이다.

## 학력
- 동덕여자대학교 방송연예과

## 경력

### 레이싱모델 경력
- 2015년 - 제1회 REBS 모터스포츠 트랙데이 레이싱모델
- 2015년 - 서울오토살롱 레이싱모델
- 2015년 - 오토모티브위크 레이싱모델
- 2016년 - 서울오토살롱 레이싱모델
- 2017년 - 서울오토살롱 카모드 레이싱모델

## 수상
- 2015 - 제4회 한국 레이싱모델 어워즈 최우수 신인모델상